# Boulette de Cambrai
La Boulette de Cambrai est un fromage au lait de vache cru ou pasteurisé à pâte fraîche relevée de poivre, d'estragon et de persil, d'un poids d'environ 200 grammes. Façonné en boule à la main, il est de forme conique dont la base a un diamètre de 7 à 8 cm et ne possède pas de croûte. Il était jadis de fabrication domestique, mais on le trouve aujourd'hui en crèmerie.
Il n’est pas affiné et se consomme toute l’année.
Il se marie bien avec du Bourgogne passe-tout-grains ou du Beaujolais.